# Reformierte Kirche Rüschlikon

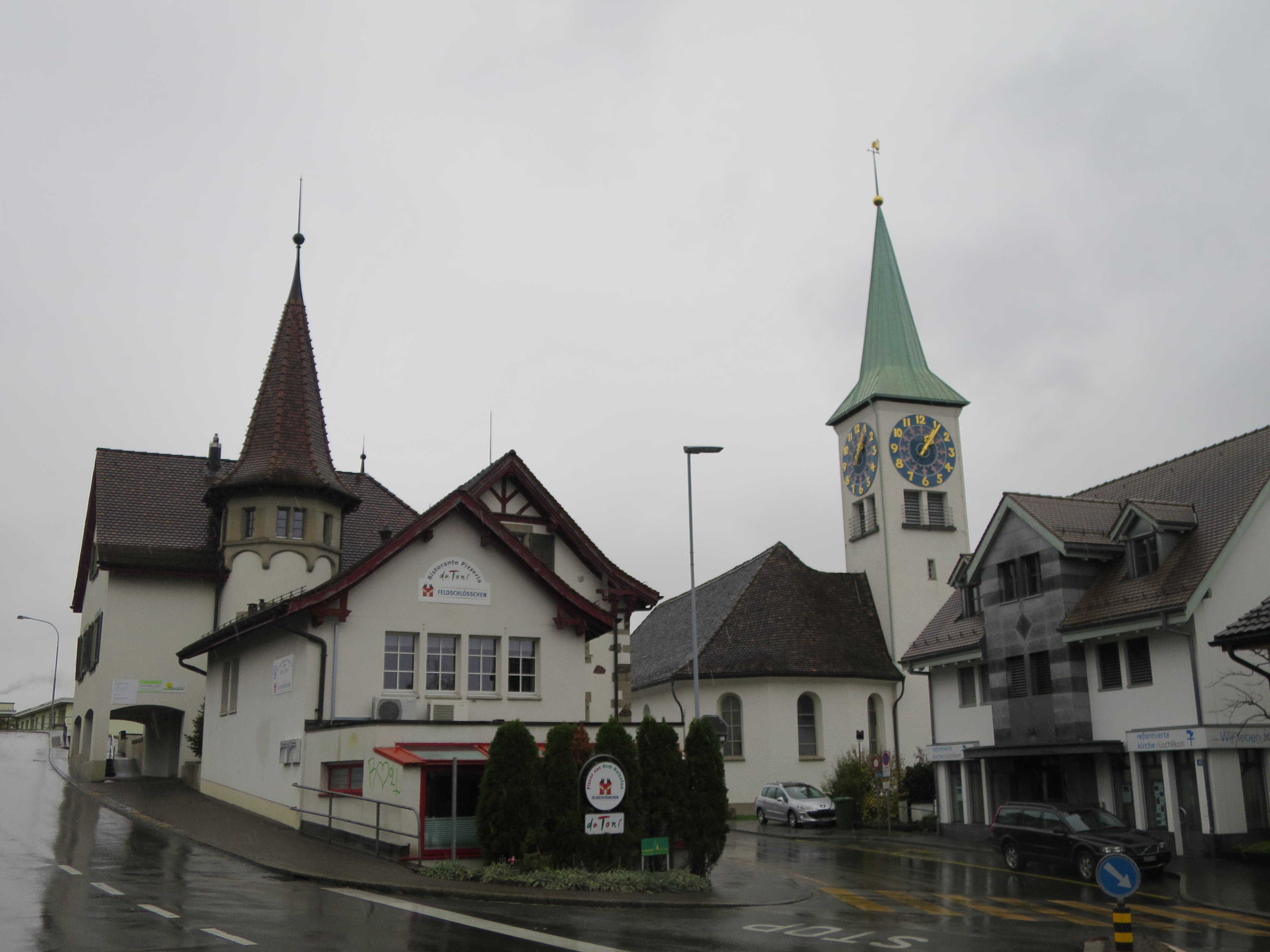
Die Kirche Rüschlikon im Ortsbild

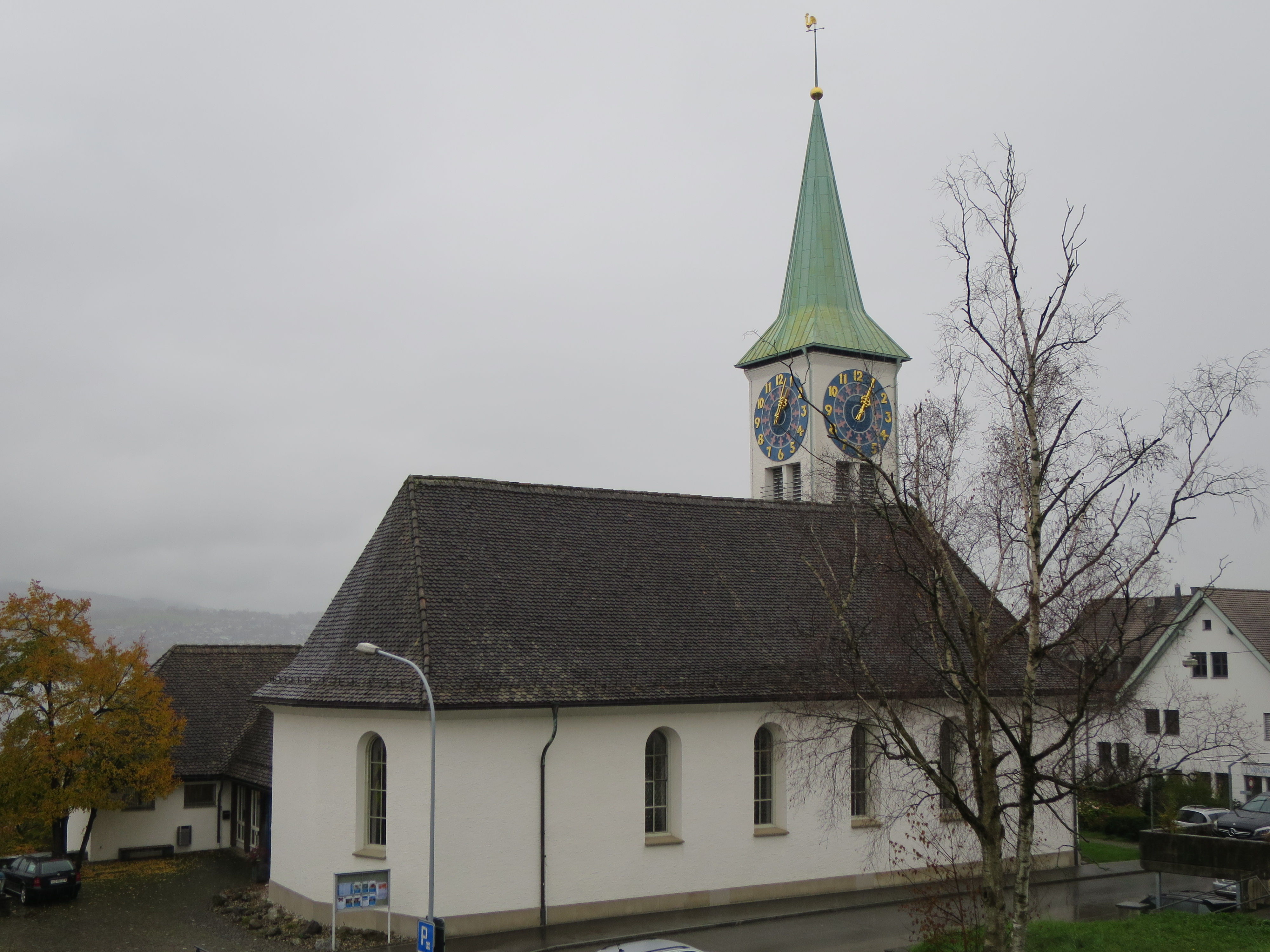
Ansicht von Westen

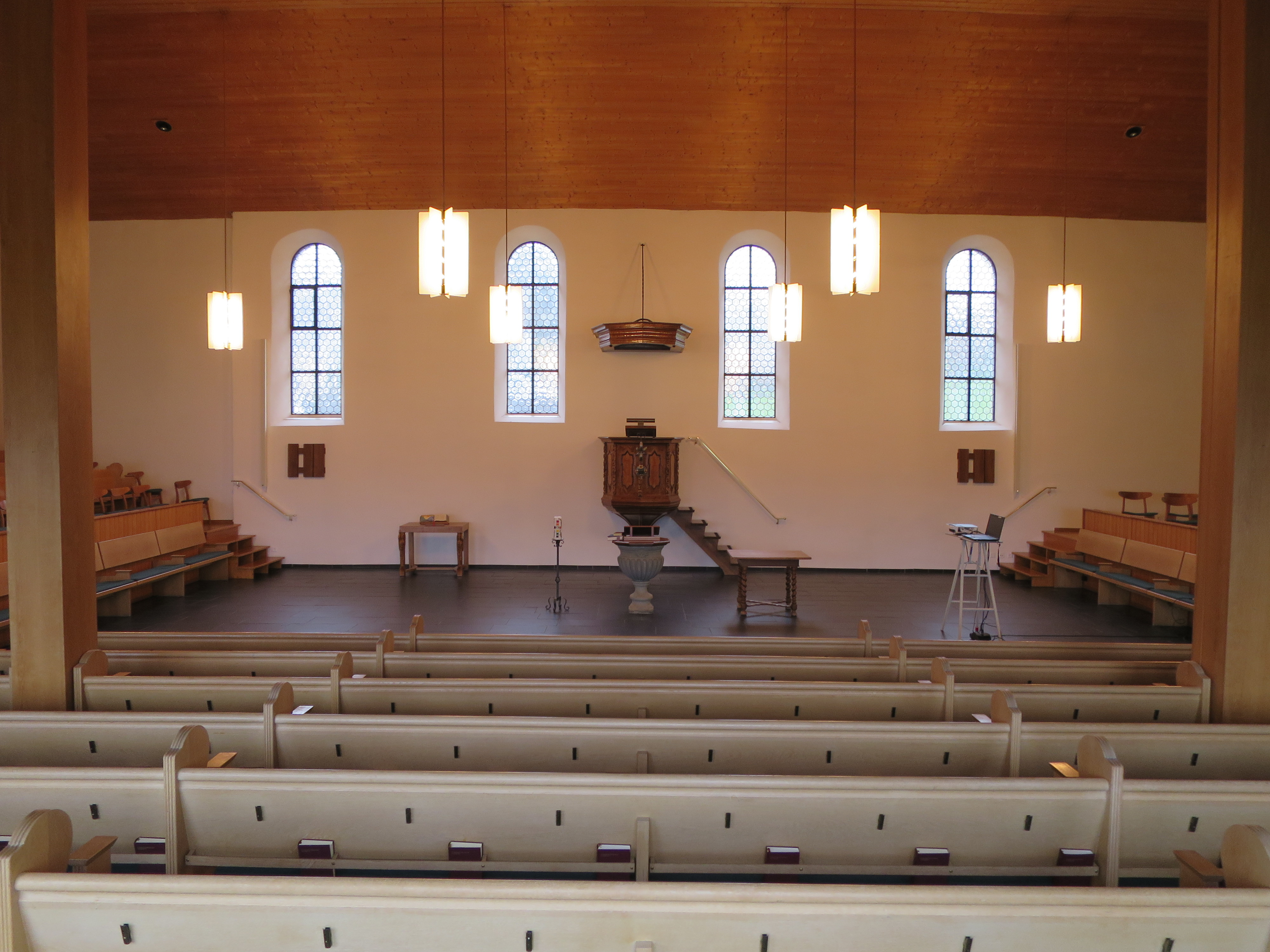
Innenraum mit Liturgiezone

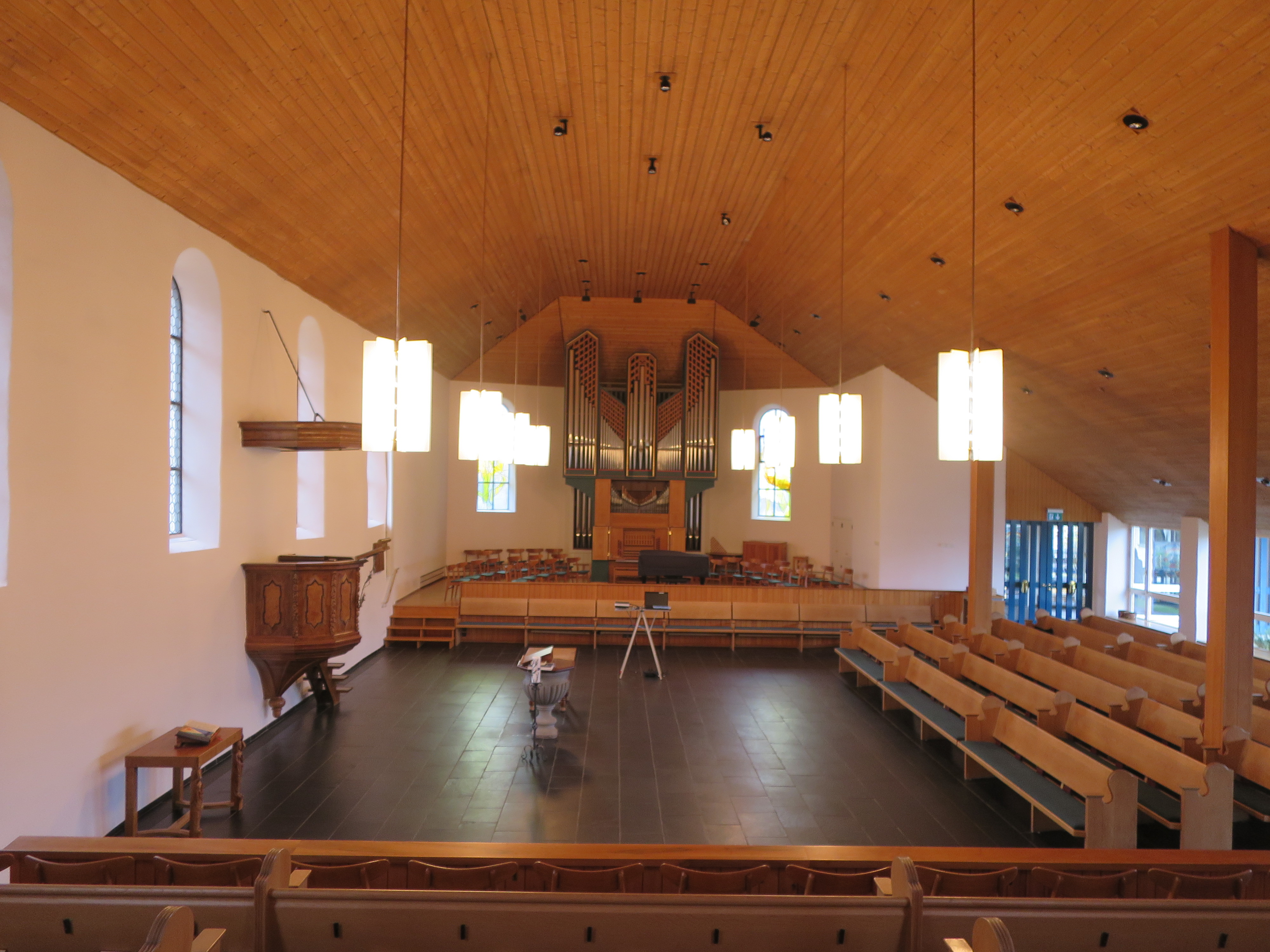
Innenraum mit Orgel

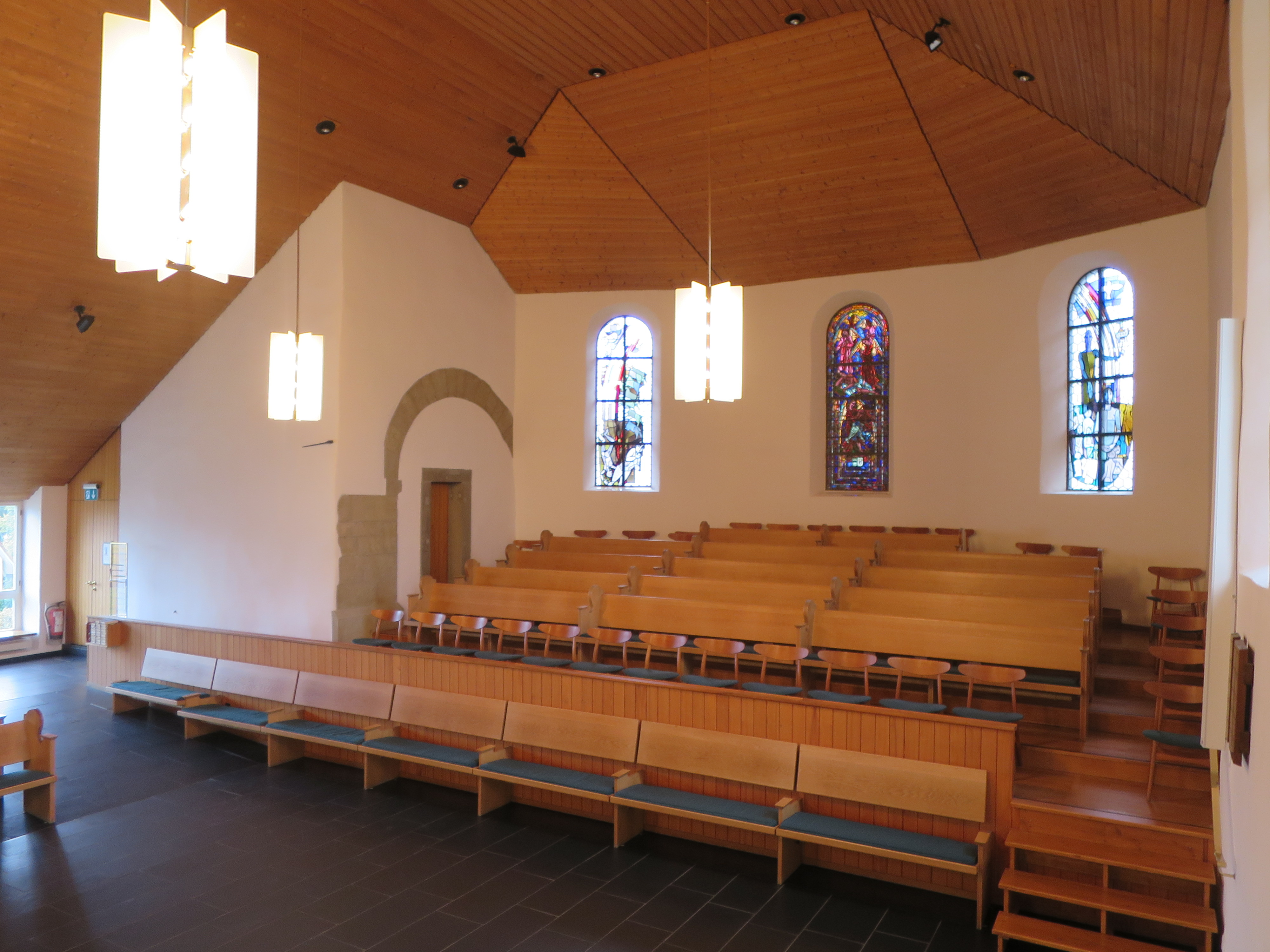
Innenraum mit Estrade

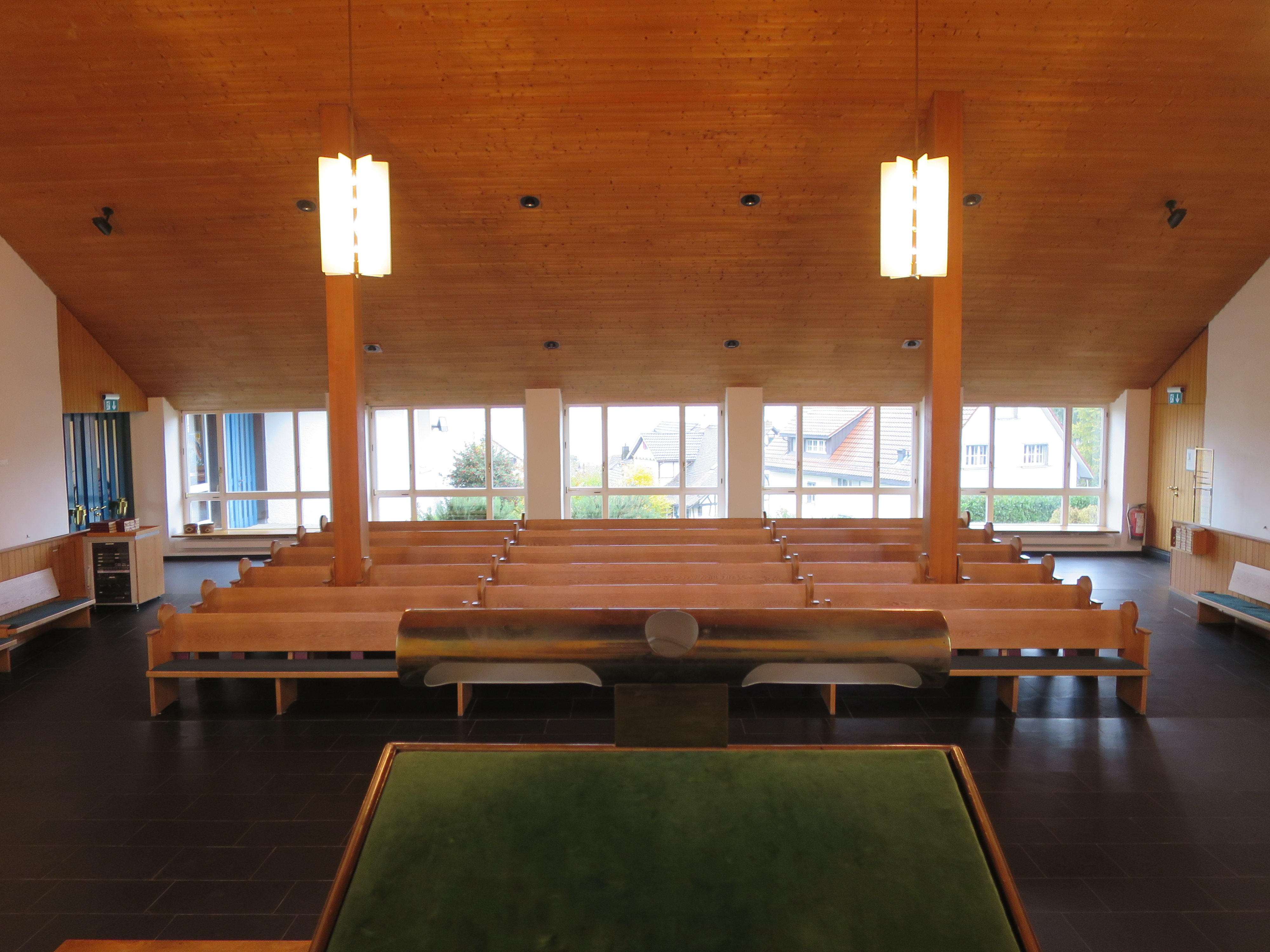
Innenraum mit ostseitigem Anbau von 1972

Die Reformierte Kirche Rüschlikon ist ein Kirchengebäude in der Gemeinde Rüschlikon, Schweiz, an der Bahnhofstrasse 39.

## Geschichte
Die Einwohner von Rüschlikon waren während Jahrhunderten nach Kilchberg kirchgenössig, wo sie die Kirche durch eine spezielle Rüschliker Türe zu betreten hatten. Seit 1314 ist eine Niklauskapelle in Rüschlikon erwähnt, die nach der Reformation bestehen blieb und ab 1621 regelmässig für Gottesdienste genutzt wurde. 1713 bis 1714 wurde unter Verwendung von Teilen der Kapelle eine barocke Kirche mit Käsbissenturm erstellt. 1829 brach man erneut Teile der Kirche ab um eine grössere Saalkirche zu errichten, diesmal mit Spitzturmhelm. Mit dem Bau eines Pfarrhauses waren 1864 die Bedingungen für die kirchliche Selbstständigkeit der Gemeinde erfüllt und die Ablösung von Kilchberg konnte vollzogen werden. 1868 bis 1871 und 1926 bis 1928 fanden weitere eingreifende Umbauten der Kirche statt. 1971 bis 1972 fanden eine erhebliche ostseitige Erweiterung der Kirche und ein Komplettumbau des Gebäudes zur Querkirche statt. 

## Beschreibung

### Äusseres
Das Kirchenschiff, ursprünglich eine Saalkirche mit polygonalem Abschluss, ist seit dem Umbau von 1972 durch den Architekten Paul Hintermann ostseits um ein zusätzliches Schiff mit Pultdach und symmetriehalber nordseits um einen weiteren Polygonalabschluss erweitert. Die älteren Gebäudeteile enthalten Rundbogenfenster, während der südliche Anbau von einer modernen Fensterflucht geprägt ist. Der Turm von 1928 verfügt über Zifferblätter und einen geknickten Spitzturmhelm.
Im Turm hängen fünf 1926 gegossene Glocken der Giesserei H. Rüetschi aus Aarau:
- Nikolaus-Glocke (Sonntagsglocke), Ton Es, 1550 kg, Spruch: Die Himmel erzählen die Ehre Gottes. (Ps 19,2 LUT)
- Regula-Glocke (Elfuhrglocke), Ton F, 1050 kg, Spruch: Aller Augen warten auf dich, Herr, und du gibst ihnen ihre Speise zu seiner Zeit. (Ps 145,15 LUT)
- Cäcilia-Glocke (Hochzeitsglocke), Ton G, 760 kg, Spruch: Lobe den Herrn, meine Seele und was in mir ist seinen heiligen Namen. (Ps 103,1 LUT)
- Marianne-Glocke (Betzeitglocke), Ton B, 440 kg, Spruch: Ach bleib bei uns Herr Jesus Christ, da es nun Abend worden ist. (Lk 24,29 LUT) zitiert nach Nikolaus Selnecker
- Magdalena-Glocke (Totenglocke), Ton c, 300 kg, Spruch: Der Tod ist verschlungen in den Sieg. (1 Kor 15,54 LUT)

### Innenraum
Der Zugang zum Kirchenraum erfolgt über einen Anbau von 1972 im Nordosten der Kirche. Hier befinden sich ein kleiner Saal und ein Foyer, an dessen Wand ein von ortsansässigen Frauen gestickter allegorischer Wandteppich hängt. 
Der Kirchenraum ist seit dem Umbau der 1970er Jahre als Querraum angelegt. Die beiden polygonalen Abschlüsse bilden in der neuen Ausrichtung Querschiffe. In beide Querschiffe wurden Estraden eingebaut, wobei die südliche vollständig bestuhlt ist, während sich auf der nördlichen die Orgel und eine für Konzerte nutzbare Bühne befinden. Ebenfalls fix mit Bänken bestuhlt ist der ostseitige Anbau, während der dazwischenliegende Raum unbestuhlt und somit flexibel benutzbar ist. Zwei Holzpfeiler markieren den Übergang vom alten Kirchenschiff zum ostseitigen Anbau. An der Nordwand befindet sich die Liturgiezone mit der barocken Nussbaumholz-Kanzel mit Schalldeckel aus dem Jahr 1714 ist. Sie ist mit Schnitzereien und Intarsien verziert und verfügt über eine kunstvoll gestalte schmiedeeiserne Stütze für das Lesepult. Das daran angebrachte Medaillon ist auf das Jahr 1714 datiert und trägt die Initialen des damaligen Untervogts Hans Jakob Rellstab. 
Der Taufstein aus Sandstein stammt aus dem Jahr 1721. Die Orgel der Firma Neidhart & Lhôte aus dem Jahr 1972 verfügt über drei Manuale und Pedal mit 35 Registern. Am höchsten Punkt des Orgelprospekts befindet sich eine geschnitzte Rose, die dem Rüschliker Wappen nachempfunden ist. An der Turmwand ist der Chorbogen der Niklauskapelle von 1314 erhalten. Bei der Innenrenovation 2007 wurden neue sternförmige Beleuchtungskörper angeschafft.
Die Butzenscheiben der Rundbogenfenster wurden 1971 durch die Glaserei Mäder in Zürich angefertigt. Fünf der Fenster in den Querschiffen enthalten Glasmalereien, die in drei Etappen entstanden:
- Das Mittelfenster im südseitigen Abschluss wurde 1928 durch Carl Roesch gestaltet und zeigt den Traum Jakobs (Gen 28,11–15 LUT).
- Die flankierenden Fenster im südseitigen Abschluss stammen von Felix Hofmann aus dem Jahr 1974. Sie stellen die Taufe Christi (Mt 3,13–16 LUT) und eine auf das Jüngste Gericht verweisende Allegorie dar.
- Die flankierenden Fenster auf der Nordseite wurden 2011 von Fritz J. Dold mit abstrakten Glasmalereien versehen.                                                                                          Ihr Titel lautet Sonne und Licht; eine Beschreibung von Fritz Dold: «Gelb gilt als die Farbe der Leichtigkeit. Die komplementären Farben sind Grün und Blau. Mit Gelb ist immer Sonnenschein und Freude verbunden.»

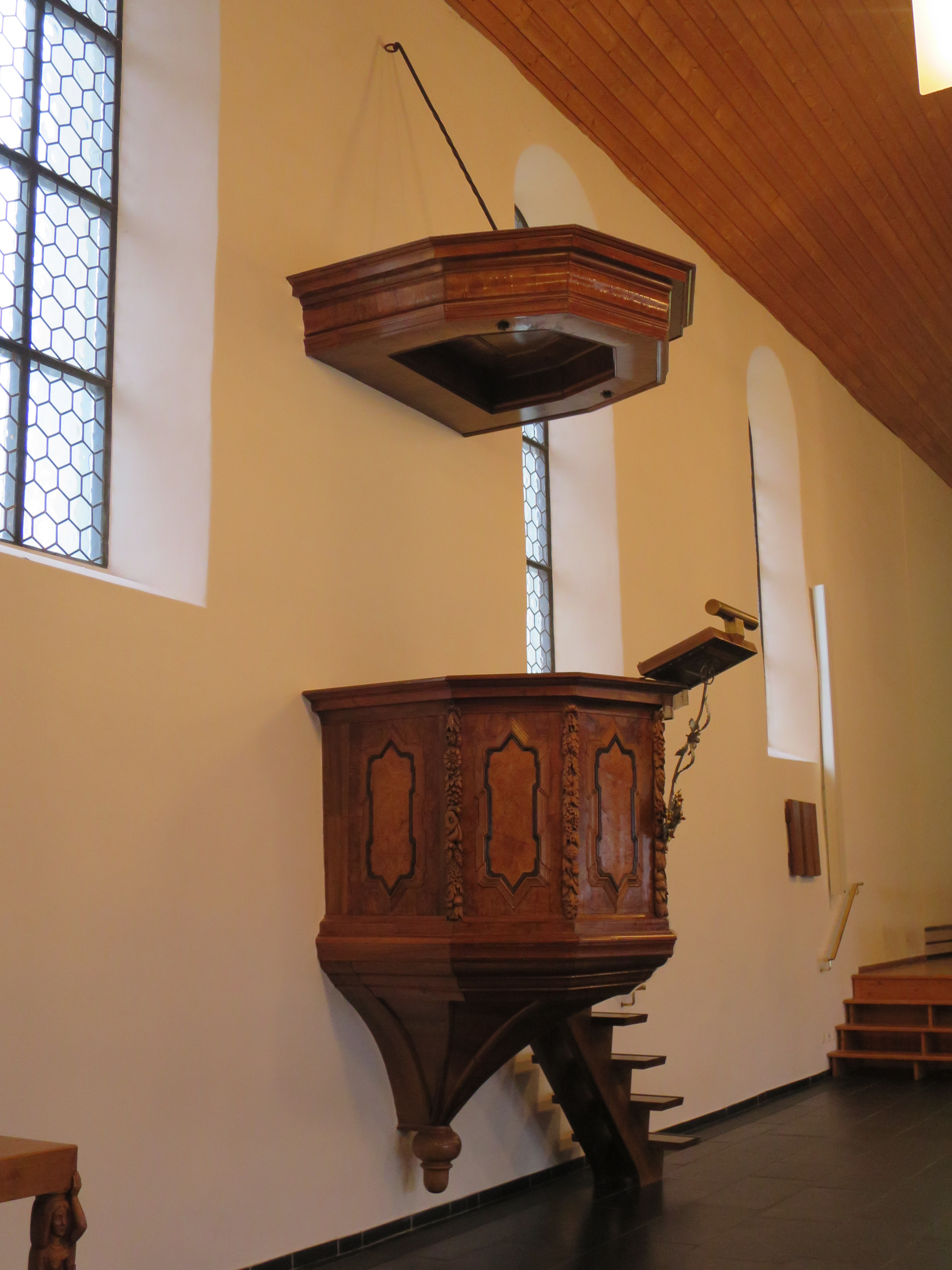
Kanzel
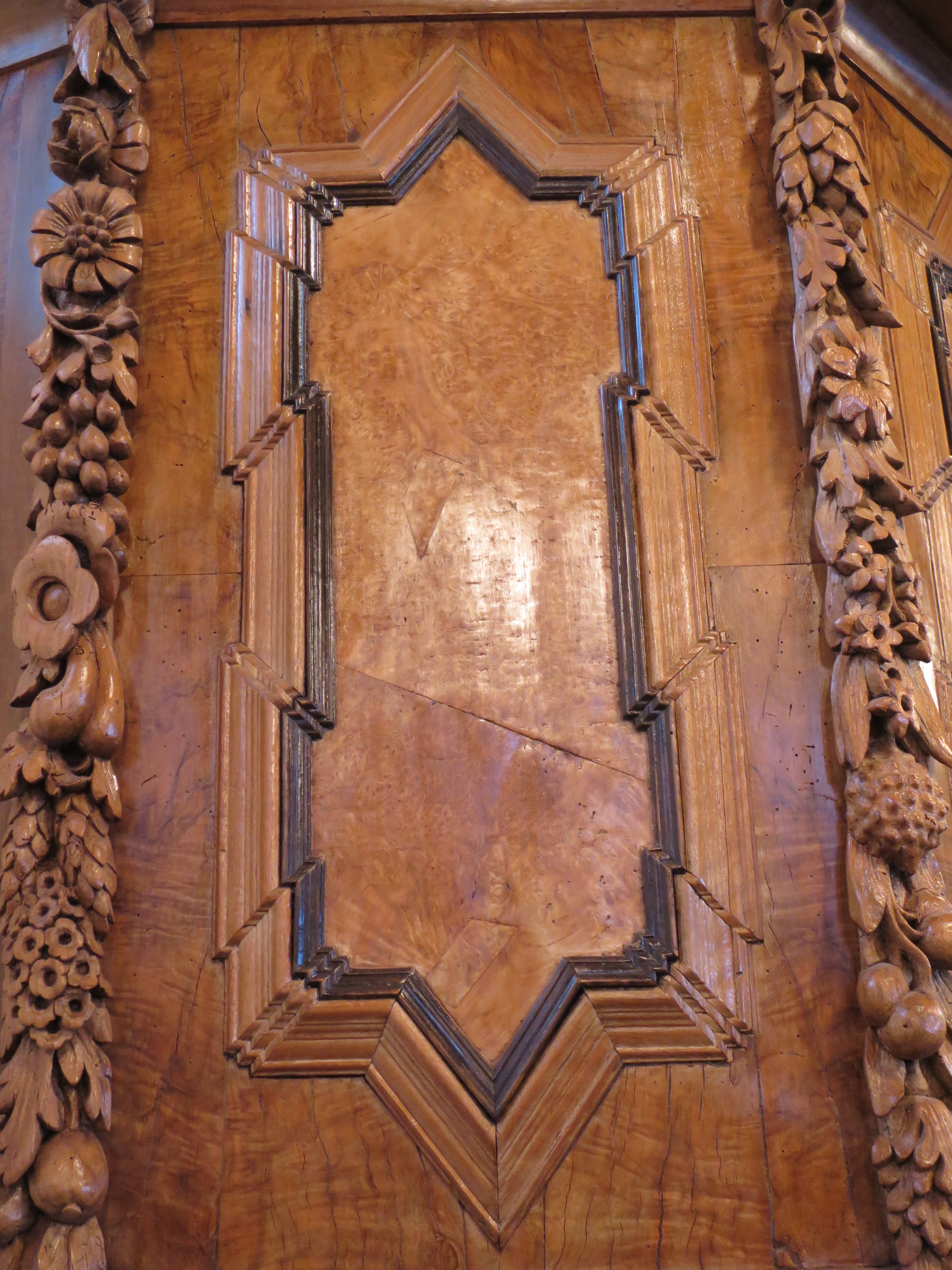
Kanzel mit Intarsien und Schnitzwerk
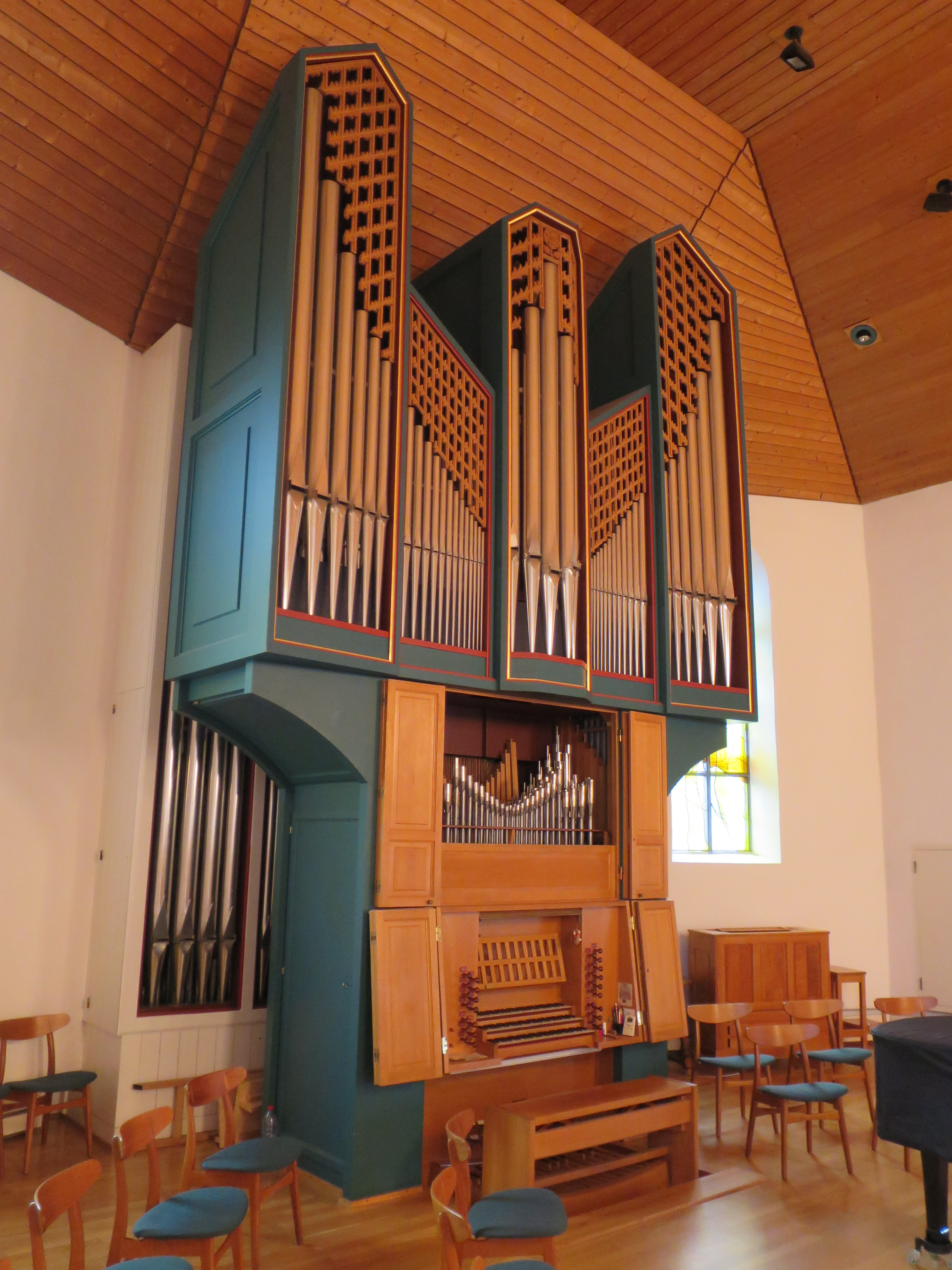
Orgel
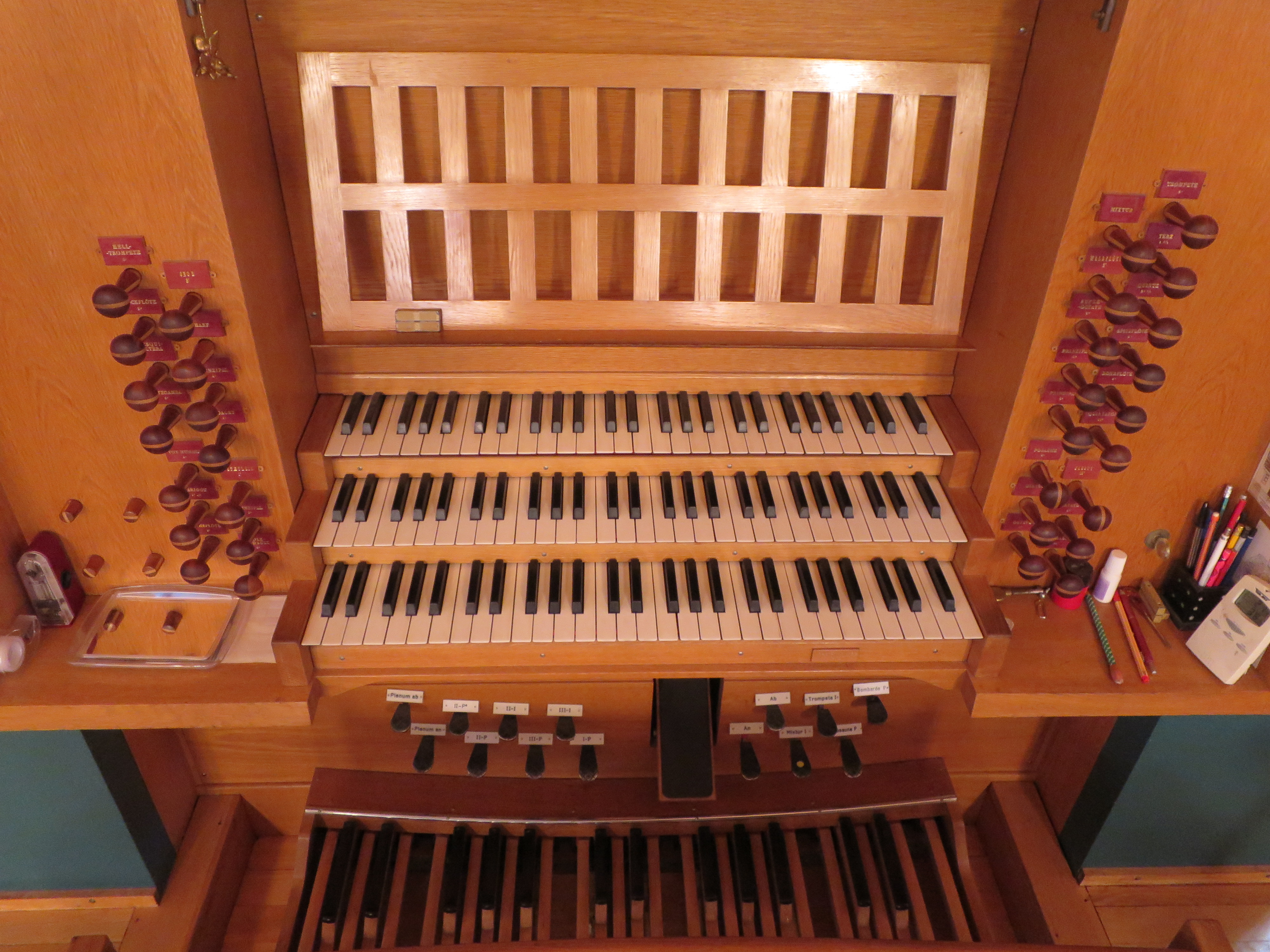
Spieltisch der Orgel